# アスファルト・ガール
『アスファルト・ガール』は、1964年に公開された和製ミュージカル映画である。
「剣」の舟橋和郎がオリジナル脚本を書き、「末は博士か大臣か」の島耕二が演出、ロッド・アレクサンダーがミュージカルシーンを演出したミュージカル。撮影は「女が愛して憎むとき」の小原譲治。

## キャスト
※映画クレジット順
- エミ子：中田康子
- 星野：坂本博士
- 田辺：岩村信雄
- 譲治：原田信夫
- イサオ：尾藤イサオ
- 寺島正
- 向井十九
- 奈加英夫
- スミレ：加茂良子
- 銀子：宮川和子
- 須藤恒子
- リリー：緋桜陽子
- ヒロ子：近藤蕗子
- れい子：下沢栄子
- お千代：水野栄
- 朱実：小宮あけみ
- 赤川宏子
- 小宮山淑子
- 太田久仁子
- 小宮山淑子
- 太田久仁子
- 笹田ひろ子
- 藤木みどり
- 平井あつ子
- 神田：村上不二夫
- 渋谷：中条静夫
- 品川：夏木章
- 大久保：丸山修
- 谷謙一
- 津田駿二
- 青山良彦
- 大塚弘
- ローランド・ハナ・クワルテット
- サド・ジョーンズ
- アーネスト・ファロー
- アルバート・ヒース
- ロッド・アレキサンダー・ダンサーズ
- 大映ミュージカル・グループ

※以下、ノンクレジット出演者 
- 政吉：原健
- サブ：西条公彦
- 鉄：織田功三
- 三太：平野弘
- シゲ：西村賀津也
- リリーの仲間：青山良彦

## スタッフ
- 監督：島耕二
- 製作：永田雅一
- 製作／製作主任：林秀樹
- 企画：熊田朝男、高橋淳一
- 脚本：舟橋和郎
- ミュージカルシーン構成、監督：ロッド・アレキサンダー
- 撮影：小原譲治
- 録音：西井憲一
- 照明：木村辰五郎
- 美術：下河原友雄
- 作詞／作曲：平岡精二
- 作曲／編曲：前田憲男
- 振付協力：矢田茂
- 衣裳デザイン：真木小太郎(東宝)
- ダンス・トレーナー：古沼斐佐男
- リハーサル・ピアニスト：梅沢曜吉、小谷充
- ヴォーカル・コーチ：平岡精二、池谷匡
- ミュージカル事務：金井信男
- 特殊撮影：的場徹
- 編集：鈴木東陽
- 助監督：進藤重行、石井岩太郎
- 製作主任：林秀樹
- 内装材提供：積水化学工業株式会社
- 新建材提供：大丸株式会社銘木部
- 現像：東京現像所

## 曲目
- 以下平岡精二（曲・詞）
  - プロローグ
  - アスファルト・ガール
  - エグザンブルB
  - なつかしい歌
  - フワフワフワ
  - ヒモの歌
  - 靴磨き
  - 心のベル
  - 人間なんて勝手
  - 季節外れの恋人達
  - 俺の手を
  - 女は恩知らず
  - シャンパンと彼と私
  - エピローグ
- 以下前田憲男（曲）
  - ツー・オクロック・キック
  - ヒモの歌
  - キャンサー・スティックス
  - ファイト・ナムバー
- 演奏
  - ローランド・ハナ・クワルテット(ニューヨーク)
  - 原信夫とシャープス・アンド・フラッツ
  - 宮間利之とニュー・ハード・オーケストラ
  - 新室内楽協会
  - シャンプル・サンフォニエット